# Европейски алианс на информационните агенции
Европейският алианс на информационните агенции (на английски: European Alliance of News Agencies, EANA) е федерация на информационните агенции в Европа. Организацията е основана на 21 август 1956 г. със седалище в Берн, където се намира седалището на Швейцарската телеграфна агенция.
Според уставът на организацията, тя има за цел „да защитава и насърчава общите интереси на своите членове“, „да гарантира, че информационните агенции-членки могат да работят като предоставят безпристрастни новини“. Също така организацията заявява, че подкрепя принципите на свободата на печата и ще се стреми да улесни информационните агенции-членки да работят в съответствие с тези принципи.
От 21 септември 2018 г. главен изпълнителен директор на германската информационна агенция DPA е Петер Кропшу, който в същото време е и президент на агенцията.

## Членове
Към 2023 г. в Европейският алианс на информационните агенции членуват 33 информационни агенции:
- Агенция Франс Прес
- АНСА
- Албанска телеграфна агенция
- Анадолска агенция
- Андорска информационна агенция
- Атинско-Македонска информационна агенция
- АПА
- Белга
- Българска телеграфна агенция
- Хърватска информационна агенция
- Кипърска информационна агенция
- Чешка информационна агенция
- АНП
- ФЕНА
- Финландска информационна агенция
- ДПА
- Унгарска телеграфна агенция
- Швейцарска телеграфна агенция
- Косово Прес
- Информационна агенция „Луса“
- Норвежко телеграфно бюро
- ПА Медия
- Полска агенция по печата
- Ritzau
- Аджерпрес
- ТАСС[5]
- Информационна агенция на Словашката република
- Словенска пресагенция
- ЕФЕ
- Азербайджанска държавна информационна агенция
- ТАНЮГ
- ТТ
- Укринформ